# Campagna di Suiyuan
La campagna di Suiyuan 綏遠抗戰S, Suīyuǎn kàngzhànP; Suien jiken (綏遠事件?)) si svolse tra l'ottobre e il novembre 1936 nel territorio della provincia di Suiyuan, una provincia storica della Cina oggi parte della Mongolia Interna. La campagna fu organizzata dall'Impero giapponese per espandere la sua area di influenza nel nord della Cina e mettere in difficoltà il governo nazionalista cinese del Kuomintang, da poco insediatosi nel paese; i giapponesi in particolare si servirono delle rivendicazioni nazionaliste del principe mongolo Demchugdongrub, appoggiandone il disegno volto a creare uno Stato indipendente nella Mongolia Interna e dotando le sue forze di armamenti ed equipaggiamenti moderni.
La campagna fu lanciata alla fine di ottobre 1936, con un'invasione su vasta scala del Suiyuan da parte delle forze mongole di Demchugdongrub e di un contingente di cinesi collaborazionisti dei giapponesi (Esercito dei Giusti del Grande Han) sotto il comando del signore della guerra Wang Ying; il governo giapponese negò di prendere parte all'operazione, ma i mongoli e le altre truppe cinesi collaborazioniste ricevettero supporto aereo da aerei giapponesi e vennero assistiti da consiglieri militari dell'Esercito imperiale giapponese, che supervisionarono l'intera operazione. Le forze cinesi nazionaliste del generale Fu Zuoyi bloccarono però gli invasori sotto le mura della città di Hongort, inutilmente assaltate dalle forze mongole; passato al contrattacco, Fu Zuoyi riuscì ad aggirare il fianco del nemico e colpirlo alle spalle, inducendo gli alleati del Giappone a una precipitosa e disorganizzata ritirata.
La campagna del Suiyuan, primo importante successo del Kuomintang ai danni dell'espansionismo giapponese in Cina, rappresentò quindi un importante fattore per rinsaldare il morale dei cinesi.

## Antefatti
L'Impero giapponese aveva perseguito una politica di espansionismo territoriale ai danni della Cina sin dalla fine del XIX secolo, con una progressiva escalation a partire dall'inizio degli anni 1930. Nel settembre del 1931, prendendo a pretesto il cosiddetto "incidente di Mukden", l'Armata del Kwantung giapponese schierata nella Manciuria meridionale per difendere le concessioni e gli interessi economici del Giappone nella zona lanciò un'invasione su vasta scala della regione: occupò le tre province nord-orientali della Repubblica di Cina e sconfisse le forze del signore della guerra cinese Zhang Xueliang, solidale con la causa del movimento nazionalista cinese (Kuomintang) di Chiang Kai-shek intento a riunificare la nazione dopo un periodo di forte instabilità interna. L'Armata del Kwantung provvide quindi a instaurare nelle regioni occupate un governo fantoccio mancese, il Manciukuò, proclamato nel 1932 sotto la guida dell'ultimo imperatore della deposta Dinastia Qing, Pu Yi. L'Armata del Kwantung estese quindi le operazioni belliche alla regione della Mongolia Interna, occupando le tre leghe mongole e annettendole al Manciukuò; le ostilità tra le forze giapponesi e cinesi cessarono solo nel maggio 1933, quando le due parti siglarono l'armistizio di Tanggu. A causa delle persistenti ambizioni territoriali giapponesi e della forte contrarietà dell'opinione pubblica cinese ai duri termini dell'accordo, fu tuttavia ben presto evidente che questo armistizio era solo una tregua temporanea
L'idea di usare la Mongolia Interna come zona cuscinetto tanto nei confronti della Cina quanto dell'Unione Sovietica era stata presa in considerazione dai circoli politici giapponesi sin dall'inizio del XX secolo; in aggiunta, nel corso degli anni 1930 il comando dell'Armata del Kwantung cercò di impiegare le forze mongole come elemento di disturbo per insidiare il controllo del governo cinese sulle regioni più settentrionali del paese. Nel 1929 i giapponesi stabilirono un contatto con il principe Demchugdongrub (De Wang), un nobile della Mongolia Interna e leader nazionalista impegnato a sostenere la causa dell'autonomia della regione dal controllo del governo del Kuomintang insediato a Nanchino: i giapponesi conoscevano le sue ambizioni volte a creare uno Stato mongolo indipendente e volevano sfruttarle per i propri scopi, mentre il principe considerava l'idea di allearsi con i nipponici per ottenere armi e addestramento per il suo esercito. L'Armata del Kwantung intensificò gli sforzi per portare la nobiltà mongola dalla sua parte nel corso del 1933, sfruttando a suo favore le dispute sempre più accese sorte tra questa e il governo cinese circa la concessione dell'autonomia alla regione della Mongolia Interna; nel 1934 le truppe giapponesi occuparono ulteriori zone della Mongolia Interna, iniziando a fornire armi alle forze del locale signore della guerra Li Shouxin come parte di questo piano.
Nell'ottobre 1935, il principe Demchugdongrub si incontrò con alti ufficiali militari giapponesi a Hsinking, giungendo a un accordo riguardante la cooperazione tra giapponesi e mongoli; i giapponesi, in particolare, promisero di assistere economicamente e militarmente il principe nella sua opera di conquista della Mongolia Interna e di creazione di uno Stato mongolo indipendente. Nel febbraio 1936, quindi, Demchugdongrub proclamò con una grandiosa cerimonia l'istituzione di un "Governo militare mongolo" volto, nelle parole del principe, a «recuperare la terra originaria dei mongoli e portare a termine la grande missione di rinascita nazionale». Il controllo della nuova entità governativa si estendeva inizialmente solo sulla parte settentrionale della provincia di Chahar, già occupata in precedenza dalle forze giapponesi e mancesi, ma piani vennero rapidamente stesi per espandere il dominio verso la confinante provincia di Suiyuan.

## Forze in campo

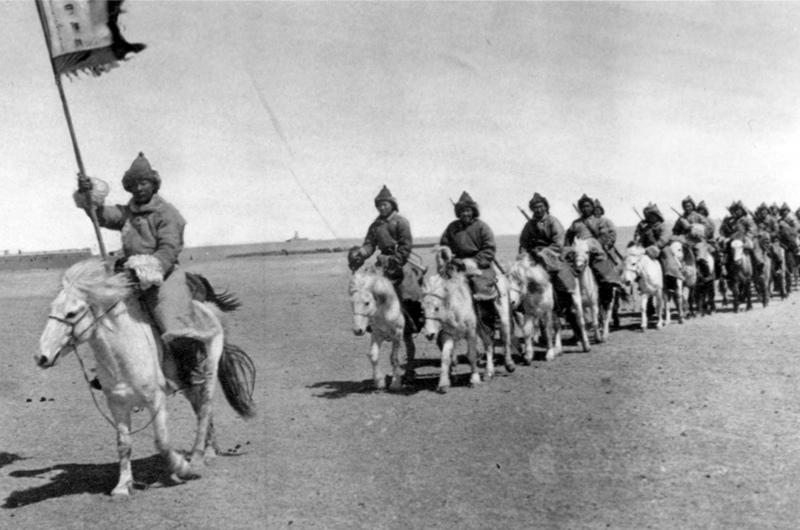
Truppe mongole della guardia personale del principe Demchugdongrub sfilano in parata

L'intelligence giapponese era attiva da diversi mesi nel Suiyuan per preparare il terreno all'imminente invasione; nel frattempo, un'Armata della Mongolia Interna venne radunata mettendo assieme le forze leali a Demchugdongrub e le truppe di vari nobili mongoli solidali con la causa del principe, oltre a varie unità di cinesi collaborazionisti dei giapponesi. Le forze mongole potevano allineare circa 10 000 uomini organizzati in otto divisioni, per quanto armati in maniera piuttosto povera; solo il distaccamento mongolo comandato dal signore della guerra Li Shouxin, in precedenza parte dell'Esercito imperiale del Manciukuò ma trasferito poi sotto il comando del principe Demchugdongrub, poteva essere considerato come bene armato e decentemente addestrato. A queste truppe si aggiungeva una forza di collaborazionisti cinesi nota come "Esercito dei Giusti del Grande Han", forte di circa 6 000 uomini comandanti dal signore della guerra Wang Ying, già ingaggiato in servizio con l'Armata del Kwantung giapponese: l'armata di Wang Ying consisteva principalmente di sbandati reclutati frettolosamente, truppe di scarsa qualità e il cui morale era basso a causa della disunità e della carenza di addestramento. I giapponesi avevano provveduto a rifornire di armi le forze cinesi e tentato di prepararle in qualche modo per condurre l'imminente campagna, cercando di supplire alla loro mancanza di addestramento aggregando a ogni unità cinese un gruppo di consiglieri militari nipponici; a rinforzo dei loro alleati mongoli i giapponesi destinarono anche aliquote di unità specialistiche come artiglieria e autoblindo, oltre a fornire copertura aerea.
La provincia del Suiyuan era presidiata dalla 35ª Armata dell'Esercito rivoluzionario nazionale del Kuomintang, agli ordini del generale Fu Zuoyi; questo reparto era stato recentemente rafforzato tramite l'invio di ulteriori truppe inviate dal governo di Nanchino, tra cui un battaglione d'élite di artiglieria antiaerea che si rese responsabile dell'abbattimento di quattro velivoli giapponesi durante le incursioni preparatorie che precedettero l'inizio della campagna. La 13ª Armata del generale Tang Enbo era in marcia per rinforzare la guarnigione del Suiyuan, e ulteriore aiuto poteva essere fornito dall'Armata di cavalleria del generale Zhao Chengshou, forte di tre divisioni, e dall'Armata di riserva del generale Wang Jingguo, schierata di guarnigione nella zona di Baotou. In totale, i cinesi potevano mettere in campo per l'imminente campagna un totale di circa 45 000 uomini.

## La campagna
L'invasione del Suiyuan ebbe inizio nell'ottobre 1936: la principale forza d'invasione era rappresentata dalle forze mongole di Demchugdongrub e dall'armata collaborazionista di Wang Ying, mentre le truppe di Li Shouxin furono lasciate inizialmente in riserva. Il primo contatto tra le truppe mongole e quelle cinesi nazionaliste si ebbe il 14 novembre nei pressi della città di Hongort; il giorno seguente i mongoli sferrarono un attacco su vasta scala, ma questo venne respinto dai difensori cinesi. Nel corso dei successivi due giorni i mongoli continuarono a sferrare attacchi ai danni di Hongort, ma furono bloccati sotto le mura della città e quindi ributtati indietro dopo aver subito perdite considerevoli; i soldati mongoli non mancavano di coraggio, ma semplicemente non avevano adeguato addestratamento per condurre questo tipo di attacchi. Un assalto finale alla città venne sferrato dai mongoli il 16 novembre, mentre la zona veniva investita da una tempesta di neve: ancora una volta i difensori cinesi riuscirono a resistere e ributtare indietro gli assalitori.
Il 17 novembre i cinesi nazionalisti passarono al contrattacco, cogliendo di sorpresa gli invasori e obbligandoli a una ritirata disorganizzata in direzione del quartier generale di Demchugdongrub allestito nei pressi della cittadina di Bailingmiao, dove i mongoli tentarono di riorganizzarsi. Sfruttando il momento di disordine delle forze nemiche, la 35ª Armata di Fu Zuoyi lanciò una manovra aggirante del fianco occidentale della linea tenuta dai mongoli, sferrando quindi un attacco in direzione della stessa Bailingmiao: i cinesi condussero una serie di attacchi suicidi contro le mura della città finché i cancelli principali non vennero abbattuti tramite l'impiego di alcuni camion. I nazionalisti si impossessarono quindi del centro abitato, obbligando le forze mongole della 7ª Divisione di cavalleria a ritirarsi dopo aver subito pesanti perdite: le perdite tra i mongoli compresero tra i 300 e i 900 morti, 300 feriti e altrettanti soldati presi prigionieri. I cinesi si impossessarono anche di un vasto quantitativo di equipaggiamento tra cui sacchi di farina, taniche di benzina, fucili, mitragliatrici, autoveicoli e cannoni da campo; i veicoli e i pezzi di artiglieria, tutti di origine giapponese, furono poi presentati come una prova del coinvolgimento di Tokyo nella fallita invasione.
Sebbene la cattura di Bailingmiao segnò la fine del tentativo mongolo di invadere il Suiyuan, scontri su piccola scala tra le opposte forze proseguirono nella provincia ancora per diversi mesi, fino allo scoppio di una guerra aperta tra Giappone e Cina nel luglio 1937 dopo i fatti dell'incidente del ponte di Marco Polo.

## Conseguenze
La sconfitta delle forze fantoccio dei giapponesi fu un incoraggiamento per i cinesi a intraprendere forme di resistenza più attiva alla progressiva espansione nipponica in Cina. La vittoria nella campagna del Suiyuan fu accolta con varie celebrazioni in lungo e in largo per la Cina e impressionò la stampa internazionale, rappresentando la prima volta nei tempi recenti in cui un'armata cinese aveva inflitto una sconfitta alle forze giapponesi; delegazioni arrivarono anche dalle province più meridionali della Cina per esortare i difensori a continuare a combattere. Le armi e gli equipaggiamenti di origine giapponese catturati agli invasori furono messi in mostra dai cinesi per dimostrare la responsabilità del Giappone nell'invasione, sebbene il ministro degli affari esteri di Tokyo Hachirō Arita ebbe modo di dichiarare che «il Giappone non è stato affatto coinvolto in questo conflitto nel Suiyuan». Si sostiene che il successivo incidente di Xi'an del dicembre 1936, nel corso del quale le opposte forze del Kuomintang nazionalista e del Partito Comunista Cinese riconobbero infine la necessità di unirsi per fronteggiare la comune minaccia dell'espansionismo giapponese, fu almeno in parte influenzato dagli eventi della campagna di Suiyuan.
Dopo la disfatta patita nel Suiyuan, le forze mongole del principe Demchugdongrub si ritirarono nel nord della provincia di Chahar, dove dovettero essere ricostruite per ripianare le vaste perdite accusate nella campagna; nuovi programmi d'addestramento furono approvati per migliorare la qualità della ricostruita Armata della Mongolia Interna, e iniziò il reclutamento di nuove truppe. Le forze del principe Demchugdongrub furono pazientemente ricostruite e, all'apertura delle ostilità sino-giapponesi nel luglio 1937, consistevano ormai in 20 000 uomini organizzati in otto divisioni di cavalleria; queste truppe furono quindi schierate al fianco dei reparti nipponici nel corso dell'operazione Chahar dell'agosto 1937 e della battaglia di Taiyuan del settembre-novembre seguente, al termine delle quali la provincia di Suiyuan cadde interamente in mano ai giapponesi e ai loro alleati.